# ヒロイック・デュオ 英雄捜査線
『ヒロイック・デュオ 英雄捜査線』（原題：双雄、英題：Heroic Duo）は、2003年の香港映画。監督はベニー・チャン、レオン・ライ、イーキン・チェン出演。アクション監督はトン・ワイとクリス・リー（李健生）。

## あらすじ
中国・香港。ある日、一人の刑事が署内の資料保管庫から資料を盗み出し、放火に及んだ後、取り調べ中に自殺する事件が起きた。その刑事は死ぬ直前、催眠術にかけられていたことをほのめかしていた。捜査を担当するリー刑事は、その自殺者の言葉からこの事件を巧妙な心理犯罪と確信、心理学の権威で今はある事件のために受刑者となっている警察の元セラピスト、ライに捜査協力を依頼する。2人は犯人を追い、共に捜査を開始するが……。

## キャスト
※括弧内は日本語吹き替え
- ライ・サンチン - レオン・ライ（子安武人）
- ケン・リー刑事 - イーキン・チェン（松本保典）
- ブレンダ - カリーナ・ラム（伊藤静）
- ミン - シュー・ジンレイ（園崎未恵）
- アウ・ヨンハイ - フランシス・ン（二又一成）
- ヤン刑事 - レイモンド・ウォン（伊藤健太郎）
- サミュエル・パン